# Vozmediano
Vozmediano est une commune espagnole de la province de Soria en Castille-et-León.